# Svatovítský poklad

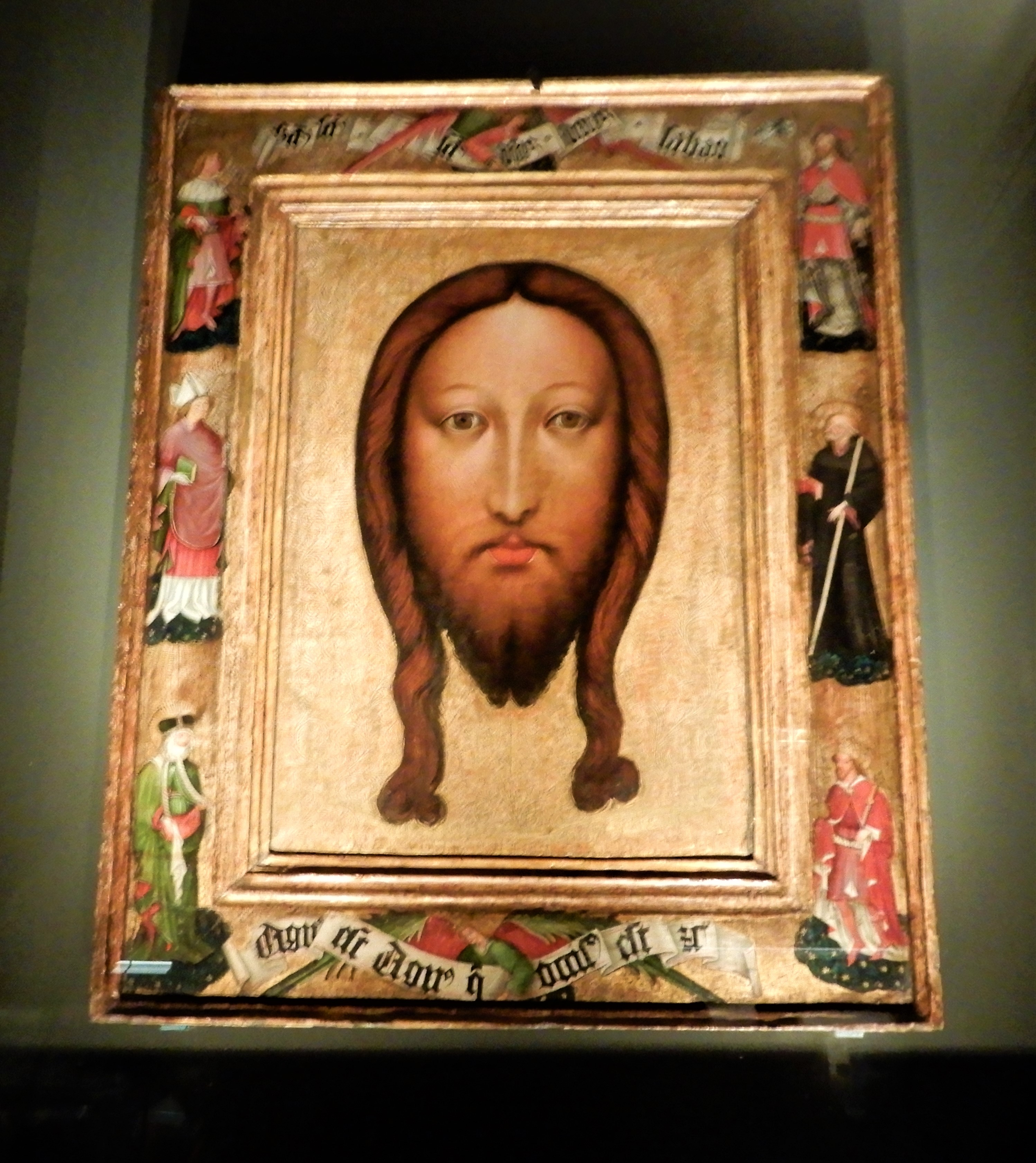
Svatovítský veraikon

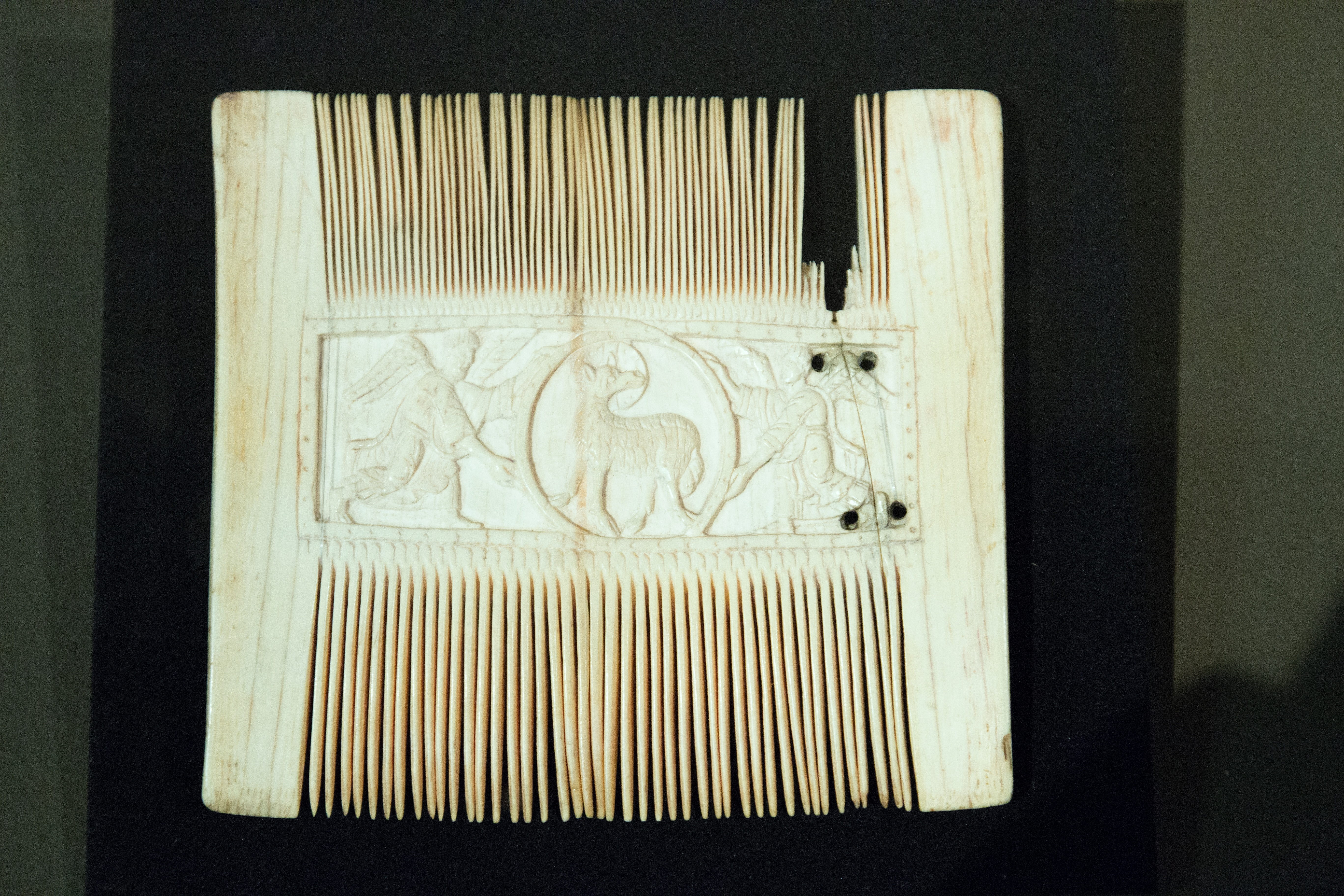
Biskupský hřeben zvaný svatého Vojtěcha, slonovina, kolem 1100

Svatovítský poklad v Praze je sbírka uměleckých a historických předmětů, především nádobí, nářadí, náčiní a klenotů z drahých kovů a drahokamů, sloužících buď k bohoslužbě (liturgii) nebo kultu (devoci), a za tímto účelem obsahujících relikvie svatých, dále obsahuje paramenta a další textilie a ikony. Jedná se o největší chrámový poklad v Česku a jeden z největších v Evropě. Nazývá se podle katedrály svatého Víta, v jehož horní sakristii byl po staletí shromažďován a s výjimkou kratších přestávek uložen od svého vzniku do nedávna. Od roku 1929 byl poklad z větší části vystaven v tzv. Hilbertově klenotnici, přístupné po točitém schodišti z lodi katedrály. V letech 1964–1988 a od roku 2012 je podstatná část pokladu vystavena v kapli svatého Kříže na druhém nádvoří Pražského hradu. Jednotlivé předměty jsou vystaveny také v expozici Příběh Pražského hradu ve Starém královském paláci.

## Období Přemyslovců

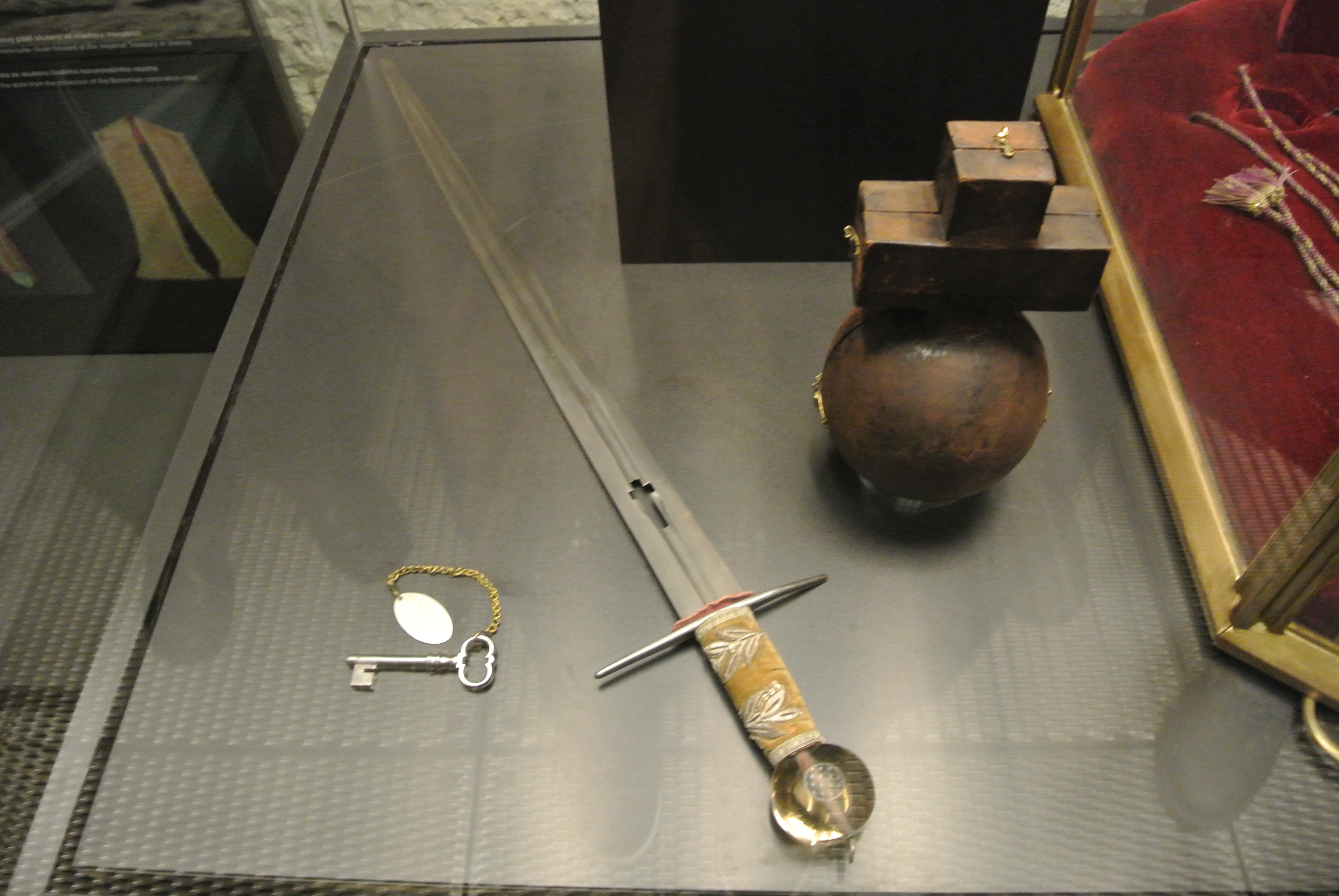
Svatováclavský meč a jeden z klíčů ke korunovačním klenotům

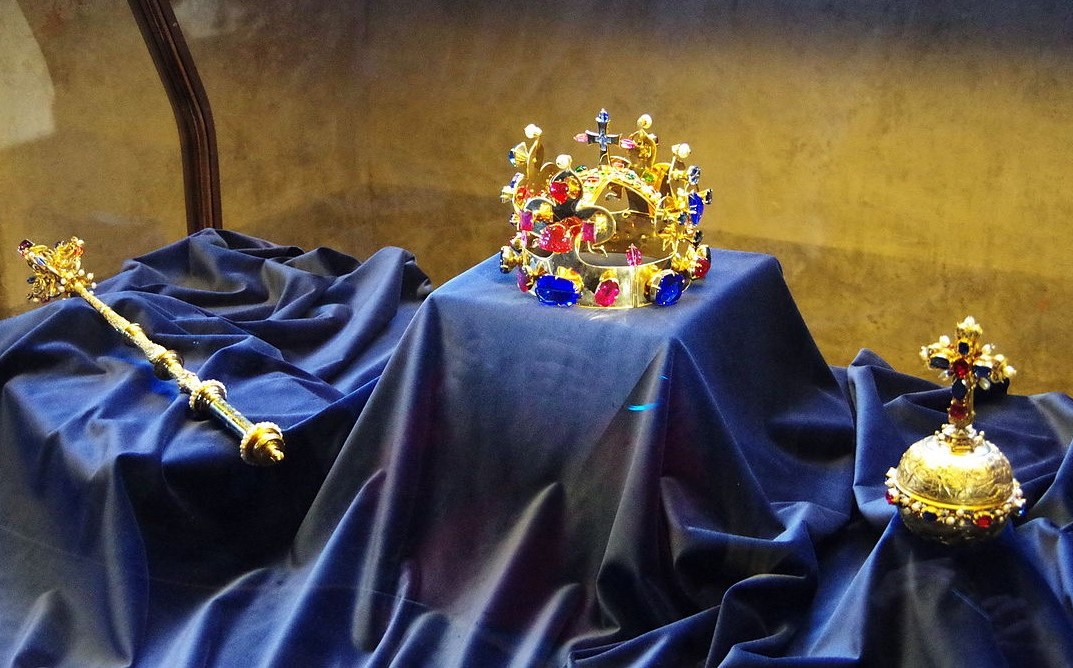
České korunovační klenoty jsou čtvrté nejstarší v Evropě

Počátky pokladu spadají do období prvních Přemyslovců v 10. století, a lze je přímo spojovat s vládou knížete svatého Václava, který od císaře Jindřicha Ptáčníka přivezl darem relikvii z ramenní kosti svatého Víta. Do klenotnice byly dále uloženy Svatováclavská přilba, Svatováclavský meč a kroužková košile, z nichž první dva předměty lze podle posledních zjištění klást do 10. století. Do konce vlády rodu Přemyslovců bylo shromážděno několik desítek významných předmětů, jež byly z velké části rozchváceny již po smrti krále Přemysla Otakara II. nebo po smrti Václava III.
Součástí sbírky jsou:
- Svatováclavský meč
- Přilba svatého Václava
- Takzvaný Hřeben svatého Vojtěcha, řezba ve slonovině
- Dva prsteny svatého Vojtěcha
- Lebka svatého Václava ve stříbrné adjustaci z počátku 20. století s čelenkou zdobenou českými granáty Franty Anýže (slouží kultu, není vystavena)
- Lebka svaté Ludmily (slouží kultu)
- Relikviář s fragmentem Mojžíšovy hole
- Nostický plenář neboli Trevírská deska,
- Relikviář s prstem svatého Mikuláše
- stříbrná relikviářová busta svaté Ludmily, původem z pokladu benediktinek u svatého Jiří, z první poloviny 14. století

## Období Lucemburků

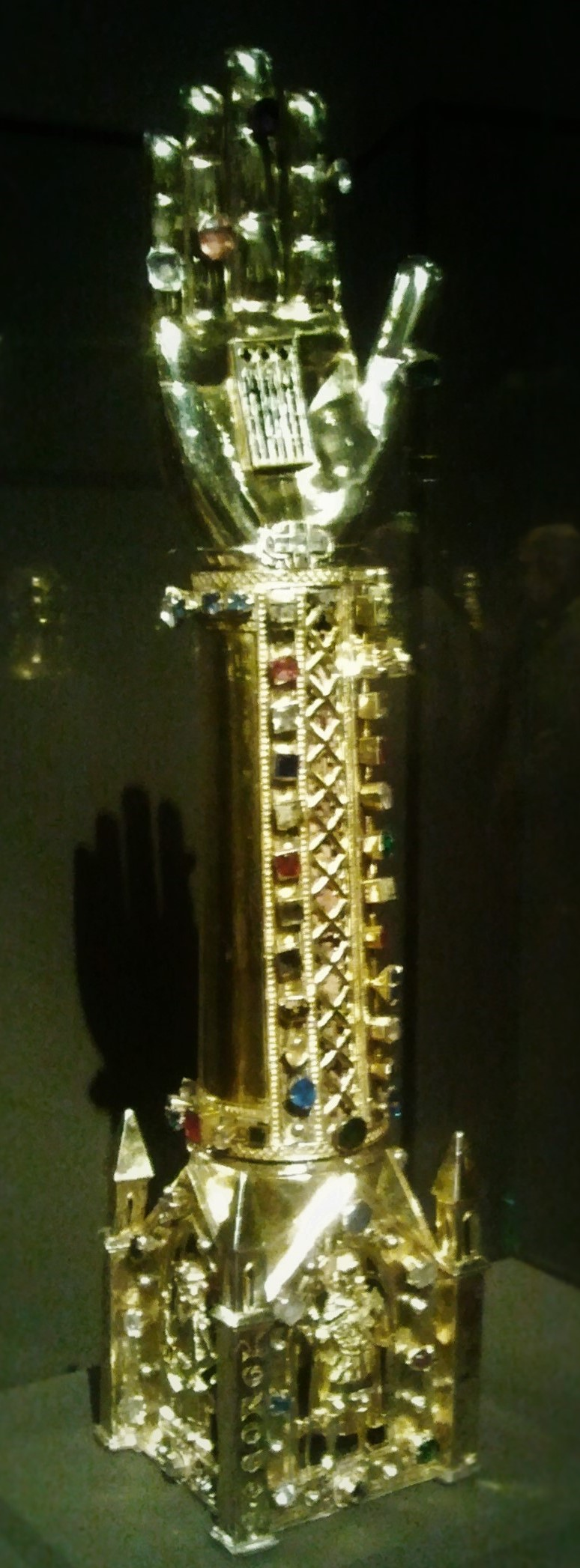
Relikviářová paže svatého Jiří, původem ze Svatojiřského pokladu

Od poloviny 14. století se sbírka významně rozšiřovala, především z dědictví Elišky Přemyslovny a zásluhou Karla IV., který získal řadu ostatků svatých z rodinné sbírky Přemyslovců (po své matce) i ze svých cest do zahraničí, především ze Říma, Pisy, Pavie, Sieny a dalších měst na své italské korunovační cestě, dále z Trevíru, Cách či Kolína nad Rýnem, a konečně z Francie. Objednal pro ně mnoho vzácných relikviářů. V nově budované katedrále svatého Víta císař pro relikvie zamýšlel vybudovat klenotnici v patrové sakristii (tam jsou dodnes uložena paramenta). Pro české korunovační klenoty, které k pokladu rovněž patří, dal vystavět Korunní komoru nad kaplí svatého Václava, kde jsou tyto insignie uloženy dodnes. K ní v přízemí přiléhá místnost, ve které bývaly uloženy mešní rukopisné knihy Kapitulní knihovny.
K nejvýznamnějším předmětům patří:
- České korunovační klenoty (Svatováclavská koruna, renesanční žezlo a renesanční jablko)
- Zlatý tzv. Korunovační kříž Karla IV. s drahokamy, gemami a ostatky mnoha světců
- Křišťálový oltářní kříž ve zlaté montáži
- Křišťálová konvice na Ubrus Poslední večeře Páně (je vystavena prázdná)
- Křišťálová miska se závojem Panny Marie ve zlaté montáži
- Věžový relikviář svaté Kateřiny
- Věžový relikviář s Parléřovou značkou ve štítku
- Relikviářová paže svatého Jiří, původem ze Svatojiřského pokladu
- Onyxový kalich (číše) ve zlaté  montáži s erbem císaře Karla IV.
- Svatovítský veraikon, s malbou šesti českých patronů a dvěma páry andělů na rámu, Praha po roce 1400
- Tzv. Veraikon ve zlatém rámu, je kopií byzantského mandylionu
- Desková malba Madony Aracoeli
- Slonovinová truhlička na ostatky svatého Zikmunda
- Svatováclavská kasule se štólou
- Mitra svatého Vojtěcha
- Lebka evangelisty svatého Lukáše (není vystavena)
- Paže s relikviářovou schránkou svaté Barbory v dlani
- Paže svaté Ludmily v gotickém relikviáři

## Období Jagellonců a prvních Habsburků

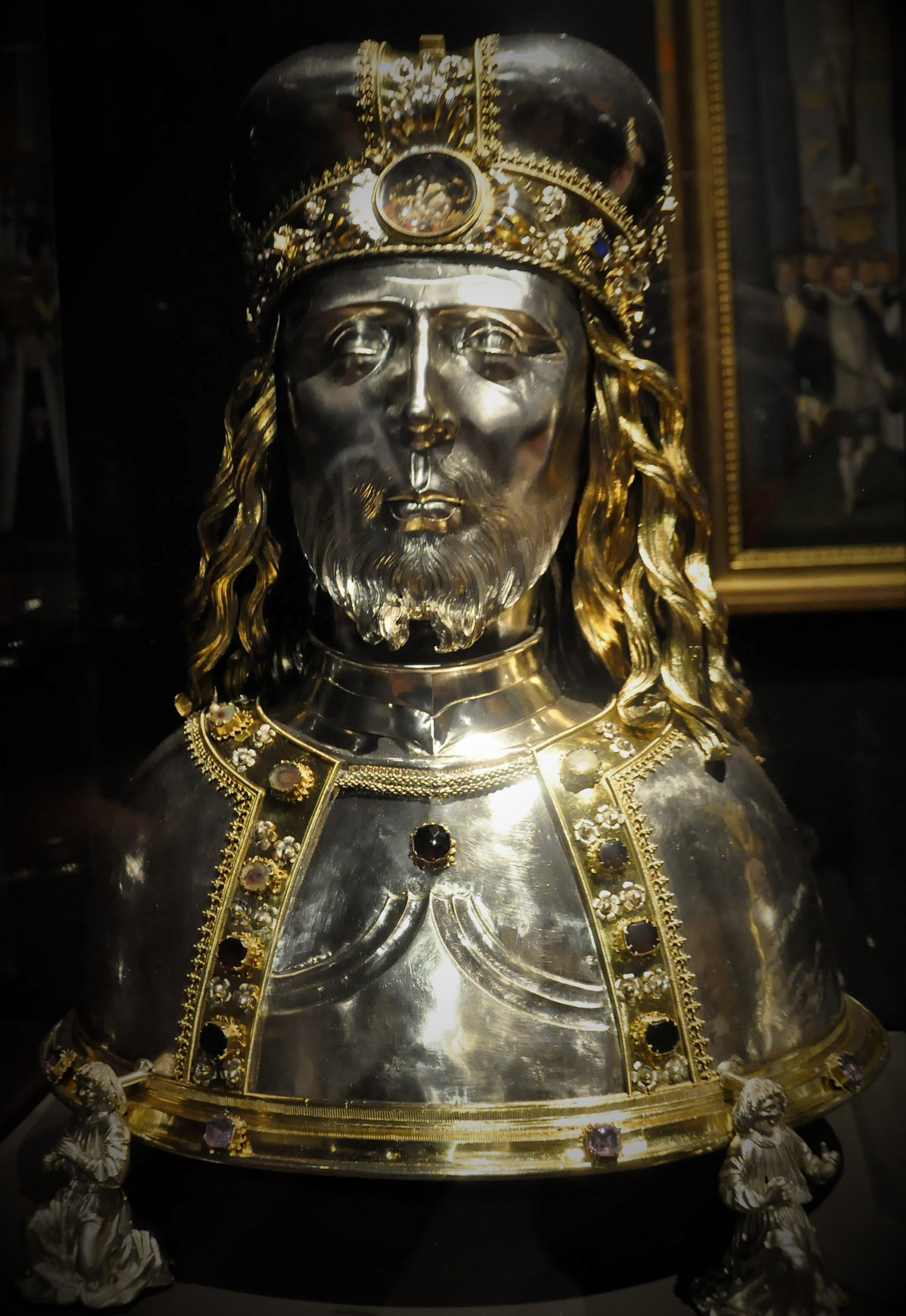
Relikviářová busta svatého Václava darovaná Vladislavem Jagellonským roku 1497

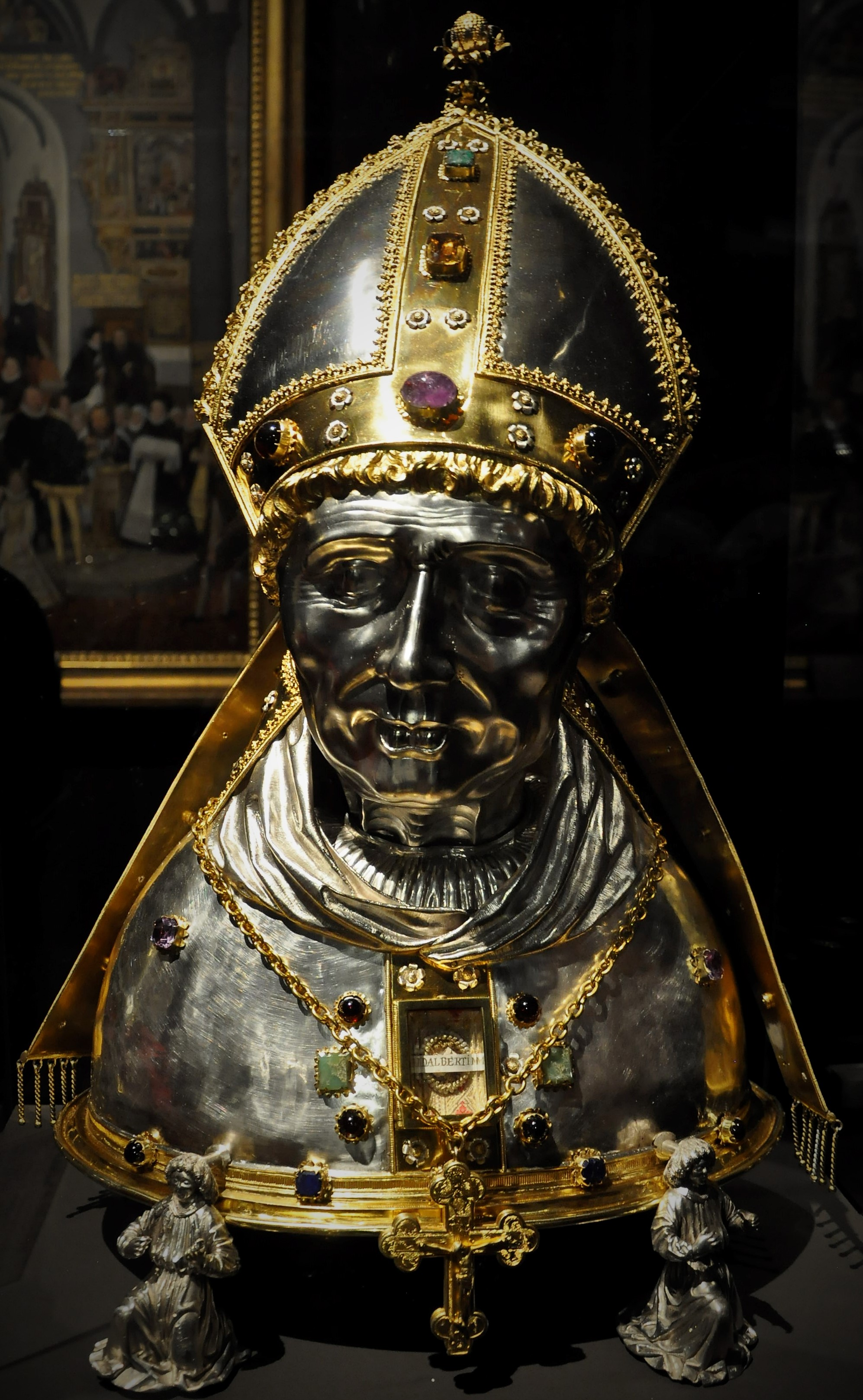
Relikviářová busta svatého Vojtěcha darovaná Vladislavem Jagellonským

Husitské války poklad přečkal v různých úschovách, nejhorší bylo uložení na hradě Karlštejně, kde císař Zikmund dal z drahých kovů relikviářů vyplácet žold svým vojákům, takže byly zničeny stovky významných předmětů, jako náhrobní tumba svatého Václava, relikviářové busty českých patronů a dalších světců, například Václava, Víta, Vojtěcha, Lukáše, Diviše či Zikmunda. Také z úschovy na hradě Ojvíně se žádné relikviáře nevrátily.
K návratu pokladu z Plzně došlo za vlády Vladislava Jagellonského, který také dbal o rozšíření pokladu, stejně jako první Habsburkové. Ničení katedrály za vpádu pasovských vojsk roku 1611 se naštěstí pokladu příliš nedotklo.
K nejvýznamnějším předmětům patří:
- Kolovratský plenář z roku 1465
- Busta svatého Vojtěcha
- Busta svatého Václava
- Busta svatého Víta
- Busta svaté Anny Samotřetí
- Paže svatého Václava v pozdně gotickém relikviáři
- Renesanční monstrance z drahokamů, jaspisů a křišťálu, dílo Miseroniho dílny
- Soubor zlatých rudolfinských šperků (přívěsků ze svatebního řetězu)
- Relikviářová truhlička z hrobu svatého Václava, eglomisé na skle

## Baroko
S rekatolizací po bitvě na Bílé hoře se obnovily četné dary, vynikají zejména zlatnické a textilní práce z období vrcholného baroka. Roku 1645 byly zásluhou T. Pešiny přivezen soubor relikviářů s relikviemi z hradu Karlštejna, sloučeny se Svatovítským pokladem a založen pro ně Martinický oltář. V prvních desetiletích 18. století se Jan Tomáš Berghauer postaral o nové adjustování mnohých relikvií. Relikviáře svatého Jana Nepomuckého byly štědře financovány v souvislosti s Janovým blahořečením a svatořečením v letech 1719–1729. Slibný rozvoj pokladu zastavily napoleonské války a státní bankrot. V roce 1806 byl nařízen odvod dvou třetin chrámového stříbra do státní mincovny.
K nejvýznamnějším předmětům patří:
- Relikviář na jazyk svatého Jana Nepomuckého (není vystaven)
- Mitra preciosa kardinála Arnošta Harracha
- Sluncová monstrance Jana Ignáce Dlouhoveského
- Sluncová monstrance diamantová, dar nejvyššího mincmistra Království českého Jana Ignáce Putze z Adlerthurnu
- Stříbrná Křestní souprava konvice a lavaba pražského arcibiskupa Jana Josefa Breunera
- Arcibiskupská berla Ferdinanda Khünburga se smaltovaným svatým Vítem v medailonu
- Relikviářové poprsí svatého Václava
- Relikviářové poprsí svatého Vojtěcha
- Relikviářové poprsí svatého Víta
- Relikviářové poprsí svatého Cyrila, všechna čtyři pocházejí z dílny Jana Jiřího Heyera, a jsou vystavena v katedrále na oltáři v Arcibiskupské kapli
- Kapitulní monstrance zlatá, zdobená rubíny a smaragdy, dílo bratří Jana a Františka Packenyů
- Relikviář se zkříženými ratolestmi svatého Štěpána
- Souprava stříbrných štítů s reliéfními scénami z legendy svatého Jana Nepomuckého
- Zlatá souprava mešních konviček s podnosem a s aliančními znaky rodu Lobkoviců

## Od roku 1815 do roku 1918
Po Vídeňském kongresu se katolická zbožnost opět obrátila k darům votivních předmětů. K prvním darům patřila monstrance francouzského krále Karla X., který v Praze pobýval v exilu. Dále to byli zejména Václav Matěj Pešina a Antonín Podlaha, kdo se zasloužili o opravy relikviářů, nové donace a uspořádání pokladu.
- Monstrance francouzského krále Karla X.
- Harrachovská monstrance z křišťálového skla
- Zlatá růže císařovny Marie Anny Habsburské

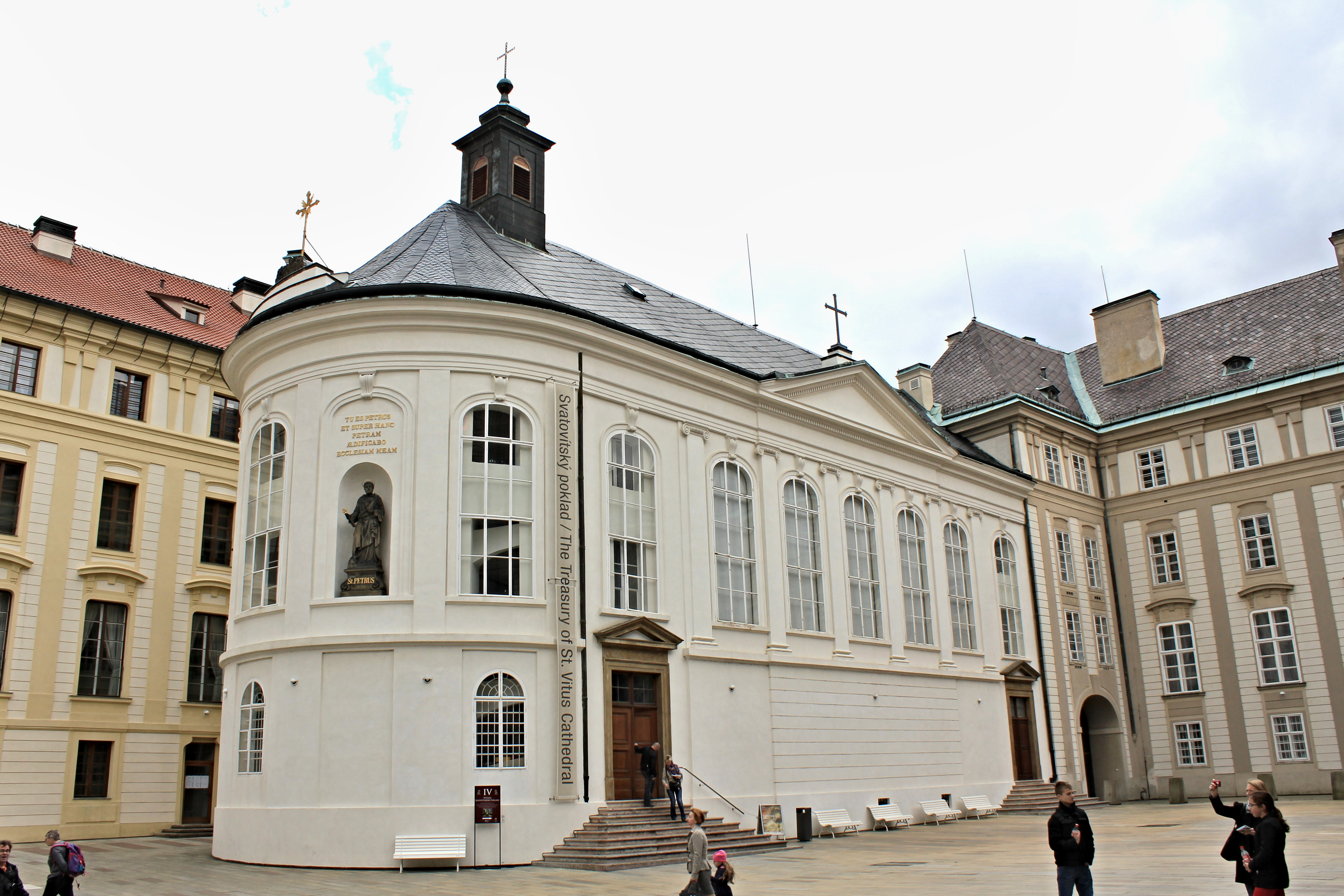
Kaple svatého Kříže na Pražském hradě, v níž byl poklad prezentován veřejnosti v letech 1964–1990 a v letech 2010–2020

## Od roku 1918 do současnosti
Počátkem 20. století byla zásluhou biskupa Antonína Podlahy a kanovníka Eduarda Šittlera klenotnice znovu uspořádána, přestěhována do nové klenotnice v severní lodi katedrály, přístupná točitým tzv. Hilbertovým schodištěm. Podlaha se Šittlerem o pokladu napsali první podrobnou publikaci, a dále soupisový katalog v edici Soupisů uměleckých a historických památek. Druhý, daleko obsáhlejší katalog, byl vydán teprve v září roku 2012.
V současné době poklad obsahuje více než 400 předmětů. Z nich dvě desítky předmětů byly ve stálé expozici Příběh Pražského hradu. Dalších 180 nejvýznamnějších uměleckých prací bylo v letech 1964–1990 a od prosince roku 2011 do března 2020 vystaveno v expozici v kapli svatého Kříže na Pražském hradě. Po dočasném uzavření z důvodu covidových omezení rozhodla Správa Pražského hradu k 30. červnu 2021 zrušit celou expozici a kaple byla vyklizena. Poklad zůstává uložen buď v nové (tzv. Hilbertově) pokladnici v katedrále svatého Víta, Václava a Vojtěcha, nebo v depozitářích Metropolitní kapituly, textilie se nacházejí v depozitářích) Správy Pražského hradu.
Mezi 16. březem a 8. zářím 2014 byla část pokladu vystavena v Drážďanech pod patronací Státních uměleckých sbírek. Ohledně převozu exponátů do zahraničí se vzepjala vlna negativních reakcí, např. od hnutí SPD či bývalého šéfa hradního protokolu Jindřicha Forejta. Navrátivší se umělecké předměty se mají stát trvalou součástí nově vznikající expozice v Jiřském klášteře.